# Hinterfirmiansreut
Hinterfirmiansreut (volkstümlicher Ortsname Schmelz) ist ein Gemeindeteil der Gemeinde Philippsreut im Landkreis Freyung-Grafenau.

## Lage
Das Dorf Hinterfirmiansreut liegt etwa einen Kilometer nordwestlich von Mitterfirmiansreut in einer Höhenlage von etwa 950 Metern am Nordhang des Berges Steinkopf an der Staatsstraße 2130. Bis zur Landesgrenze sind es etwa 500 Meter. Den Ort quert die Elbe-Donau-Wasserscheide, ebenso der Geisskopf im Norden und der Steinkopf im Süden.

## Geschichte
Das Waldhufendorf Hinterfirmiansreut ist ebenso wie Mitter- und Vorderfirmiansreut eine Gründung des Passauer Fürstbischofs Leopold Ernst Graf von Firmian aus dem Jahr 1764. Ursprünglich hatte Hinterfirmiansreut fünf Anwesen, und die Siedler erhielten 16 Prozent der Ortsflur.
Nach der Säkularisation in Bayern und Gemeindebildung kam Hinterfirmiansreut zur Gemeinde Annathal. Am 13. Oktober 1848 wurde vom K. Staats Ministerium der Finanzen ein Forstschutzbezirk mit einem Stationsgehilfen in Hinterfirmiansreut genehmigt. Von 1856 bis 1857 wurde unter der Leitung der königlichen Bau-Inspektion Passau auf Staatskosten ein Forsthaus um 4730 Gulden am nordwestlichen Ende von Hinterfirmiansreut erbaut. Die Forstdienststelle Hinterfirmiansreut unterstand dem Forstamt Wolfstein, Revier Finsterau und ab 1973 dem Forstamt Mauth. Einer Versetzung in diese überaus beschwerliche Forstdienststelle konnte im 19. Jahrhundert der Charakter einer Strafversetzung anhaften, zumal Skier damals noch unbekannt waren. So bemühten sich die betroffenen Forstleute in der Regel möglichst schnell wieder um Versetzung in eine weniger abgelegene und weniger schneereiche Gegend. 1992 wurde die Dienststelle nach Mauth verlegt unter der Bezeichnung „Forstdienststelle Mauth I“.
Wie in allen Grenzorten hatte der Schmuggel auch in Hinterfirmiansreut Bedeutung. Am 11. August 1915 konnte die Grenzmannschaft Hinterfirmiansreut mehreren Schmugglern acht Zugochsen im Werte von 6000 bis 7000 Mark abnehmen, die nach Böhmen ausgeführt werden sollten. In der Nacht vom 18. August zum 19. August 1915 fingen die Mannschaften der Grenzstation Hinterfirmiansreut sechs starke Ochsen im Wert von ca. 4500 Mark ab.
In kirchlicher Hinsicht gehörte Hinterfirmiansreut zur Pfarrei Mauth, bis am 20. November 1930 die Gründung der Expositur Mitterfirmiansreut erfolgte. Als mit Wirkung vom 1. Januar 1946 die Gemeinde Annathal aufgelöst wurde, kam Hinterfirmiansreut zur Gemeinde Philippsreut. Hinterfirmiansreut ist deutlich weniger stark vom Tourismus geprägt als Mitterfirmiansreut. Seinen Bevölkerungshöhepunkt hatte es 1925 mit 131 Einwohnern, danach war die Bevölkerungsentwicklung meist rückläufig.
In Hinterfirmiansreut gibt es zwei Gasthöfe. Die Wirtsgerechtsame von Haus Nr. 5 (Gastwirtschaft Knaus Helmut, Lindenstr. 6) stammen bereits aus dem 18. Jahrhundert. Die Ursprünge des Hotel-Restaurants Bärenhof liegen im Jahr 1993.

## Sehenswürdigkeiten
- 300-jährige Linde in der Ortsmitte

## Vereine
- Feuerschützengesellschaft Hinterfirmiansreut. Sie wurde 1907 gegründet, Näheres über diesen Verein ist nicht bekannt.
- Schützengesellschaft Schmelz. Sie gab sich am 7. Dezember 1929 ihre Vereinsstatuten, besteht aber nicht mehr.
- Schützenverein Schmelz. Er nahm 1952 die Schützentradition in Hinterfirmiansreut wieder auf.